# Categoriile de greutate în box
Aceasta este pagina explicativă a categoriilor după greutate în box

## Box profesionist
Categoriile de greutate în boxul profesionist.
| Greutate în kg (în paranteze în livre) | Anul înființării | Denumire categorie | WBC                 | WBA                 | IBF                  | WBO                  | Boxrec              |
| -------------------------------------- | ---------------- | ------------------ | ------------------- | ------------------- | -------------------- | -------------------- | ------------------- |
| Peste 90,892 (200)                     | 1885             | Supergrea          | Heavyweight         | Heavyweight         | Heavyweight          | Heavyweight          | Heavyweight         |
| Până la 90,892 (200)                   | 1980             | Grea               | Cruiserweight       | Cruiserweight       | Cruiserweight        | Junior heavyweight   | Cruiserweight       |
| Până la 79,378 (175)                   | 1913             | Semigrea           | Light heavyweight   | Light heavyweight   | Light heavyweight    | Light heavyweight    | Light heavyweight   |
| Până la 76,203 (168)                   | 1984             | Super mijlocie     | Super middleweight  | Super middleweight  | Super middleweight   | Super middleweight   | Super middleweight  |
| Până la 72,574 (160)                   | 1884             | Mijlocie           | Middleweight        | Middleweight        | Middleweight         | Middleweight         | Middleweight        |
| Până la 69,85 (154)                    | 1962             | Semimijlocie       | Super welterweight  | Super welterweight  | Junior middleweight  | Junior middleweight  | Light middleweight  |
| Până la 66,678 (147)                   | 1914             | Mijlocie Mică      | Welterweight        | Welterweight        | Welterweight         | Welterweight         | Welterweight        |
| Până la 63,503 (140)                   | 1959             | Super ușoară       | Super lightweight   | Super lightweight   | Junior welterweight  | Junior welterweight  | Light welterweight  |
| Până la 61,235 (135)                   | 1886             | Ușoară             | Lightweight         | Lightweight         | Lightweight          | Lightweight          | Lightweight         |
| Până la 58,967 (130)                   | 1959             | Super pană         | Super featherweight | Super featherweight | Junior lightweight   | Junior lightweight   | Super featherweight |
| Până la 57,153 (126)                   | 1889             | Pană               | Featherweight       | Featherweight       | Featherweight        | Featherweight        | Featherweight       |
| Până la 55,225 (122)                   | 1976             | Super cocoș        | Super bantamweight  | Super bantamweight  | Junior featherweight | Junior featherweight | Super bantamweight  |
| Până la 53,525 (118)                   | 1894             | Cocoș              | Bantamweight        | Bantamweight        | Bantamweight         | Bantamweight         | Bantamweight        |
| Până la 52,163 (115)                   | 1980             | Super muscă        | Super flyweight     | Super flyweight     | Junior bantamweight  | Junior bantamweight  | Super flyweight     |
| Până la 50,802 (112)                   | 1911             | Muscă              | Flyweight           | Flyweight           | Flyweight            | Flyweight            | Flyweight           |
| Până la 48,988 (108)                   | 1975             | Semimuscă          | Light flyweight     | Light flyweight     | Junior flyweight     | Junior flyweight     | Light flyweight     |
| Până la 47,627 (105)                   | 1987             | Pai                | Strawweight         | Minimumweight       | Mini flyweight       | Mini flyweight       | Minimumweight       |

## Istoricul clasificării categoriilor
| 1904                                 | 1908                                 | 1920-1936                            | 1948                  | 1952-1964                         | 1968-1980                        | 1984-2000                                | 2004-2008        |
| ------------------------------------ | ------------------------------------ | ------------------------------------ | --------------------- | --------------------------------- | -------------------------------- | ---------------------------------------- | ---------------- |
| grea +158 font (+71.7 kg)            | grea +158 font (+71.7 kg)            | grea +175 font (+79.4 kg)            | grea +80 kg           | grea +81 kg                       | grea +81 kg                      | supergrea +91 kg                         | supergrea +91 kg |
| grea +158 font (+71.7 kg)            | grea +158 font (+71.7 kg)            | grea +175 font (+79.4 kg)            | grea +80 kg           | grea +81 kg                       | grea +81 kg                      | grea 81-91 kg                            |                  |
| grea +158 font (+71.7 kg)            | grea +158 font (+71.7 kg)            | grea +175 font (+79.4 kg)            | grea +80 kg           | semigrea 75-81 kg                 |                                  |                                          |                  |
| grea +158 font (+71.7 kg)            | grea +158 font (+71.7 kg)            | grea +175 font (+79.4 kg)            | semigrea 73-80 kg     |                                   |                                  |                                          |                  |
| grea +158 font (+71.7 kg)            | grea +158 font (+71.7 kg)            | semigrea 160-175 font (72.6-79.4 kg) |                       |                                   |                                  |                                          |                  |
| grea +158 font (+71.7 kg)            | grea +158 font (+71.7 kg)            | mijlocie 71-75 kg                    | mijlocie 71-75 kg     | mijlocie 71-75 kg                 | mijlocie 69-75 kg                |                                          |                  |
| grea +158 font (+71.7 kg)            | grea +158 font (+71.7 kg)            | mijlocie 71-75 kg                    | mijlocie 71-75 kg     | mijlocie 71-75 kg                 | mijlocie 69-75 kg                | mijlocie 67-73 kg                        |                  |
| grea +158 font (+71.7 kg)            | grea +158 font (+71.7 kg)            | mijlocie 71-75 kg                    | mijlocie 71-75 kg     | mijlocie 71-75 kg                 | mijlocie 69-75 kg                | semimijlocie 147-160 font (66.7-72.6 kg) |                  |
| mijlocie 145-158 font (65.8-71.7 kg) | mijlocie 140-158 font (63.5-71.7 kg) | mijlocie 71-75 kg                    | mijlocie 71-75 kg     | mijlocie 71-75 kg                 | mijlocie 69-75 kg                |                                          |                  |
| mijlocie 145-158 font (65.8-71.7 kg) | mijlocie 140-158 font (63.5-71.7 kg) | semimijlocie 67-71 kg                |                       |                                   | mijlocie 69-75 kg                |                                          |                  |
| mijlocie 145-158 font (65.8-71.7 kg) | mijlocie 140-158 font (63.5-71.7 kg) | semimijlocie 64-69 kg                |                       |                                   |                                  |                                          |                  |
| mijlocie 145-158 font (65.8-71.7 kg) | mijlocie 140-158 font (63.5-71.7 kg) | ușoară 62-67 kg                      | ușoară 63.5-67 kg     | ușoară 63.5-67 kg                 | ușoară 63.5-67 kg                |                                          |                  |
| mijlocie 145-158 font (65.8-71.7 kg) | mijlocie 140-158 font (63.5-71.7 kg) | ușoară 62-67 kg                      | ușoară 63.5-67 kg     | ușoară 63.5-67 kg                 | ușoară 63.5-67 kg                | ușoară 135-147 font (61.2-66.7 kg)       |                  |
| ușoară 135-145 font (61.2-65.8 kg)   | mijlocie 140-158 font (63.5-71.7 kg) | ușoară 62-67 kg                      | ușoară 63.5-67 kg     | ușoară 63.5-67 kg                 | ușoară 63.5-67 kg                |                                          |                  |
| semiușoară 60-64 kg                  | mijlocie 140-158 font (63.5-71.7 kg) | ușoară 62-67 kg                      | ușoară 63.5-67 kg     | ușoară 63.5-67 kg                 | ușoară 63.5-67 kg                |                                          |                  |
| ușoară 126-140 font (57.2-63.5 kg)   | semiușoară 60-63.5 kg                | semiușoară 60-63.5 kg                | semiușoară 60-63.5 kg |                                   |                                  |                                          |                  |
| ușoară 126-140 font (57.2-63.5 kg)   | semiușoară 60-63.5 kg                | semiușoară 60-63.5 kg                | semiușoară 60-63.5 kg | pană 58-62 kg                     |                                  |                                          |                  |
| ușoară 126-140 font (57.2-63.5 kg)   | semiușoară 60-63.5 kg                | semiușoară 60-63.5 kg                | semiușoară 60-63.5 kg | cocoș 125-135 font (56.7-61.2 kg) | pană 126-135 font (57.2-61.2 kg) |                                          |                  |
| ușoară 126-140 font (57.2-63.5 kg)   | pană 57-60 kg                        |                                      |                       | cocoș 125-135 font (56.7-61.2 kg) | pană 126-135 font (57.2-61.2 kg) |                                          |                  |
| ușoară 126-140 font (57.2-63.5 kg)   | cocoș 54-58 kg (pană)                |                                      |                       | cocoș 125-135 font (56.7-61.2 kg) | pană 126-135 font (57.2-61.2 kg) |                                          |                  |
| pană 116-126 font (52.6-57.2 kg)     | cocoș 118-126 font (53.5-57.2 kg)    |                                      |                       | cocoș 125-135 font (56.7-61.2 kg) |                                  |                                          |                  |
| pană 116-126 font (52.6-57.2 kg)     | cocoș 118-126 font (53.5-57.2 kg)    | cocoș 54-57 kg                       |                       | cocoș 125-135 font (56.7-61.2 kg) |                                  |                                          |                  |
| pană 116-126 font (52.6-57.2 kg)     | cocoș 118-126 font (53.5-57.2 kg)    | pană 115-125 font (52.2-56.7 kg)     |                       |                                   |                                  |                                          |                  |
| pană 116-126 font (52.6-57.2 kg)     | cocoș 118-126 font (53.5-57.2 kg)    | muscă 51-54 kg                       |                       |                                   |                                  |                                          |                  |
| pană 116-126 font (52.6-57.2 kg)     | muscă 112-118 (50.8-53.5 kg)         |                                      |                       |                                   |                                  |                                          |                  |
| muscă -116 font (-52.6 kg)           |                                      |                                      |                       |                                   |                                  |                                          |                  |
| muscă 105-115 font (47.6-52.2 kg)    |                                      |                                      |                       |                                   |                                  |                                          |                  |
| semimuscă -51 kg                     | semimuscă -51 kg                     | muscă 48-51 kg                       | muscă 48-51 kg        | muscă 48-51 kg                    |                                  |                                          |                  |
| semimuscă -51 kg                     | semimuscă -51 kg                     | muscă 48-51 kg                       | muscă 48-51 kg        | muscă 48-51 kg                    | semimuscă -112 font (-50.8 kg)   |                                          |                  |
| semimuscă -51 kg                     | semimuscă -51 kg                     | semimuscă -48 kg                     |                       |                                   |                                  |                                          |                  |
| semimuscă -51 kg                     | semimuscă -51 kg                     | semimuscă -105 font (-47.6 kg)       |                       |                                   |                                  |                                          |                  |
| 7                                    | 5                                    | 8                                    | 8                     | 10                                | 11                               | 12                                       | 11               |

Categorii la amatori:
1. 48 kg semimuscă (Light Fly Weight)
2. 51 kg muscă (Fly Weight)
3. 54 kg cocoș (Bantam Weight)
4. 57 kg pană (Feather Weight)
5. 60 kg semiușoară (Light Weight)
6. 64 kg ușoară (Light Welter Weight)
7. 69 kg semimijlocie (Welter Weight)
8. 75 kg mijlocie (Middle Weight)
9. 81 kg semigrea (Light Heavy Weight)
10. 91 kg grea (Heavy Weight)
11. +91 kg supergrea (Super Heavy Weight)